# Артёменков, Михаил Николаевич
Михаи́л Никола́евич Артёменков (род. 7 ноября 1978, Смоленск) — российский историк, кандидат исторических наук (2003), доцент (2006). Ректор Смоленского государственного университета (с 27 сентября 2019).

## Биография
Родился 7 ноября 1978 года в Смоленске (РСФСР, СССР).
В 2000 году окончил с отличием Смоленский государственный педагогический университет (специальность — «История»).
В 2003 окончил аспирантуру СмолГУ, защитив диссертацию на соискание учёной степени кандидата исторических наук. Тема работы — «Английская политика по отношению к гугенотам во время религиозных войн во Франции».
В 2011 году окончил с отличием Саратовскую государственную юридическую академию (специальность — «Юриспруденция»).
С 2000 года — работа в Смоленском государственном университете: ассистент, доцент кафедры всеобщей истории, начальник отдела аспирантуры (с 2009), заведующий кафедрой государственно-правовых дисциплин, проректор по учебной работе (с 2012), исполняющий обязанности ректора СмолГУ (с 11 мая 2017), ректор СмолГУ (с 27 сентября 2019).
Учёное звание — доцент (2006).
В 2024 году был доверенным лицом кандидата в президенты России Владимира Путина.

## Научная деятельность
Области научных интересов: история международных отношений в Западной Европе раннего нового времени, история политических и правовых учений нового времени, история развития системы исполнения наказаний.
Автор свыше 70 (50 по базе РИНЦ) научных и учебно-методических трудов.